# Mo'ungāmotu'a

Tongas flagga

Mo'ungāmotu'a var den förste monarken i Tu'i Ha'a Takala'ua-dynastin under det tonganska imperiet.

## Biografi
Endast lite är känd om Mo'ungāmotu'as liv.
Mo'ungāmotu'a var son till Takala'ua (23:e kung i Tu'i Tonga-dynastin) och dennes hustru Va'elaveamata.
Efter mordet på fadern valdes Mo'ungāmotu'a troligen till vicekung av hans äldre bror Kau'ulu'fonua Fekai (som nu var Kau'ulu'fonua I) då denne själv begav sig på jakt efter mördarna.
Kring år 1470 tog så Mo'ungāmotu'a makten över imperiet dock utan att avsätta Tu'i Tonga-dynastin, istället delades makten i en religiös del och en världslig del. Kau'ulu'fonua I skickades senare i exil till Samoa så att Tu'i Ha'a Takala'uadynastin ostörd kunde växa i betydelse och styrka.